# Équipe des Pays-Bas masculine de basket-ball à trois
Cet article traite de l'équipe masculine. Pour l'équipe féminine, voir Équipe des Pays-Bas féminine de basket-ball à trois.
Maillots
Actualités
L’équipe des Pays-Bas de basket-ball à trois est la sélection qui représente les Pays-Bas dans les compétitions internationales de basket-ball à trois.

## Palmarès et résultats

### Jeux olympiques
| Année      | Pos. | J  | V  | P | Joueurs                                   |
| ---------- | ---- | -- | -- | - | ----------------------------------------- |
| Tokyo 2020 | 5e   | 8  | 4  | 4 | Bekkering, Van der Horst, Slagter, Voorn  |
| Paris 2024 | 1re  | 9  | 7  | 2 | de Jong, Driessen, Slagter, Van der Horst |
| Total      | 2/2  | 17 | 11 | 6 |                                           |

### Championnats du monde
| Année          | Pos.          | J             | V             | P             | Joueurs                                    |
| -------------- | ------------- | ------------- | ------------- | ------------- | ------------------------------------------ |
| Athènes 2012   | non qualifiée | non qualifiée | non qualifiée | non qualifiée | non qualifiée                              |
| Moscou 2014    | 21e           | 5             | 1             | 4             | Frimpong, Jobse, Sow, Trommelen            |
| Guangzhou 2016 | 6e            | 5             | 3             | 2             | Jobse, Pinas, Rozendaal, Van Vilsteren     |
| Nantes 2017    | 2e            | 7             | 6             | 1             | Jobse, Schelvis, van Vilsteren, Rozendaal  |
| Bocaue 2018    | 2e            | 7             | 5             | 2             | Jobse, Roijé, Van Vilsteren, Van der Horst |
| Amsterdam 2019 | 11e           | 4             | 2             | 2             | Roijé, Van der Horst, Jobse, Van Vilsteren |
| Anvers 2022    | 5e            | 5             | 4             | 1             | Jaring, Slagter, Van der Horst, Voorn      |
| Vienne 2023    | 5e            | 5             | 4             | 1             | Driessen, De Jong, Slagter, Van der Horst  |
| Total          | 7/8           | 33            | 21            | 12            |                                            |

### Championnats d'Europe
| Année          | Pos.          | J             | V             | P             | Joueurs                                      |
| -------------- | ------------- | ------------- | ------------- | ------------- | -------------------------------------------- |
| Bucarest 2014  | non qualifiée | non qualifiée | non qualifiée | non qualifiée | non qualifiée                                |
| Bucarest 2016  | 3e            | 5             | 4             | 1             | Jobse, Schelvis, Van Tongeren, Van Vilsteren |
| Amsterdam 2017 | 7e            | 3             | 1             | 2             | Jobse, Schelvis, Van Vilsteren, Rozendaal    |
| Bucarest 2018  | non qualifiée | non qualifiée | non qualifiée | non qualifiée | non qualifiée                                |
| Debrecen 2019  | 12e           | 2             | 0             | 2             | Jobse, Roijé, van Vilsteren, Van der Horst   |
| Paris 2021     | 6e            | 3             | 1             | 2             | Driessen, Jaring, Slagter, Van der Horst     |
| Graz 2022      | 3e            | 5             | 4             | 1             | Driessen, Jaring, Slagter, Van der Horst     |
| Total          | 5/7           | 26            | 13            | 13            |                                              |